# Дејвид Камерон
Дејвид Вилијам Доналд Камерон (енгл. David William Donald Cameron; Лондон, 9. октобар 1966) бивши је британски политичар, који је био на положају премијера Уједињеног Краљевства од 11. маја 2010. године до 13. јула 2016. године, у два мандата. На челу британске владе и Конзервативне странке заменила га је Тереза Меј.
Камерон је посланик у Дому комуна од 2001. године као представник изборне јединице Витни. Вођа опозиције је постао 2005. године, а пре тога је био министар образовања у сенци. У периоду од 13. новембра 2023. до 5. јула 2024. обављао је функцију министра спољних послова.

## Биографија
Камерон је студирао филозофију, политику и економију на Универзитету у Оксфорду. Након студија прикључио се одељењу за истраживање у Конзервативној странци а затим је био и специјални саветник Нормана Ламонта, канцелара благајне а затим и Мајкла Хауарда, високог званичника и вође Конзервативне странке. Био је директор корпоративних послова у Карлтон комјуникејшнс седам година.
Први пут се кандидовао на изборима 1997. године у изборној јединици Стафорд али је изгубио. На следећим изборима, 2001. кандидовао се за место посланика за Витни у Оксфордширу и победио. Две године касније је добио прилику да седи у првом реду опозиционих посланика и имао је важну улогу у координацији политике на изборима одржаним 2005. године
Постао је вођа Конзервативне странке на страначким изборима 2005. године победивши Дејвида Дејвиса. Његовим избором конзервативци су по анкетама и истраживањима први пут у десет година били испред владе Тонија Блера, и иако је избором Гордона Брауна за премијера њихова подршка поново опала, то је трајало кратко и након тога Конзервативна странка је била у константној предности. На изборима одржаним 2010. године странка је освојила највећи број посланичких места али не и већину што је резултовало у првој коалиционој влади након Другог светског рата са странком Либералне Демократе са Камероном као премијером.
Ожењен је Самантом Шефилд и има троје деце, од којих је једно преминуло.